# エシュボルン＝フランクフルト
エシュボルン＝フランクフルト(Eschborn-Frankfurt)は、別名、フランクフルト・グランプリ（Frankfurt Grand Prix）とも呼ばれる自転車競技ロードレースのワンデイレース。2016年まではUCIヨーロッパツアーの1.HCにランクされていたが、2017年よりUCIワールドツアーに昇格。毎年、5月1日（メーデー）に開催される。2008年以前は、ルント・ウム・デン・ヘニンガー＝トゥルム（Rund um den Henninger-Turm）、2009年から2017年まではルント・ウム・デン・フィナンツプラッツ・エシュボルン＝フランクフルト(Rund um den Finanzplatz Eschborn-Frankfurt)という名称であった。

## 概要
1961年、ヘニンガー＝トゥルム（ヘニンガー塔）がフランクフルト・アム・マインにオープンしたことを記念し、創業者であり兄弟でもある、ヘルマン・モース、エルヴィン・モースが運営者となって1962年に創設されたレースである。
1967年に交通渋滞の悪化に伴って、1893年創設のパリ〜ブリュッセルの開催ができなくなり（1973年に再開）、国際自転車競技連合（UCI）はその代替レースとして、当レースを「セミクラシックレース」として位置づけたことから、以後、有力選手が多数集結するようになった。
2005年より、丁度春のクラシックレースが終了し、ジロ・デ・イタリアが開幕前であるという観点に立ち、上記の通り、5月1日に開催が固定された。なお、その日はメーデーにつき、ドイツでは祝日である。
コースは、エシュボルンをスタート後、標高800m台のフェルトベルクをはじめとしたタウヌス山地を周回。途中にはマモルスハインという平均勾配9%を超える丘を4回超え、最後はフランクフルト市街地の周回コースを3周した後ゴールを迎える。
これとは別に同レースのコースを使用したアンダー23、アンダー19、アンダー17、アンダー15の各カテゴリのレースや2歳から参加できるキッズレース、更にはインラインスケートやハンドバイクのレースも開催されている。

## 歴代優勝者
- 2025  マイケル・マシューズ
- 2024  マキシム・ファンヒルス（英語版）
- 2023  セーアン・クラーウアナスン
- 2022  サム・ベネット
- 2021  ヤスパー・フィリプセン
- 2020 新型コロナウイルス感染症の世界的流行 (2019年-)により未開催
- 2019  パスカル・アッカーマン
- 2018  アレクサンダー・クリストフ
- 2017  アレクサンダー・クリストフ
- 2016  アレクサンダー・クリストフ
- 2015 テロの危険性により中止[3]
- 2014  アレクサンダー・クリストフ
- 2013  シモン・シュピラック
- 2012  モレーノ・モーゼル
- 2011  ヨーン・デーゲンコルプ
- 2010  ファビアン・ヴェークマン
- 2009  ファビアン・ヴェークマン
- 2008  カルステン・クローン
- 2007  パトリック・シンケヴィッツ
- 2006  ステファーノ・ガルゼッリ
- 2005  エリック・ツァベル
- 2004  カルステン・クローン
- 2003  ダビデ・レベリン
- 2002  エリック・ツァベル
- 2001  マルクス・ツベルク
- 2000  カイ・フンデルトマルク
- 1999  エリック・ツァベル
- 1998  ファビオ・バルダート
- 1997  ミケーレ・バルトリ
- 1996  ベアート・ツベルク
- 1995  フランチェスコ・フラッティーニ
- 1994  オラフ・ルードヴィッヒ
- 1993  ロルフ・ソレンセン
- 1992  フランク・ファンデンアブベーレ
- 1991  ヨハン・ブリュイネール
- 1990  トマス・ヴェクミュラー
- 1989  ジャンマリー・ワムペルス
- 1988  ミシェル・デルニエ

- 1987  ダグ・オットー・ラウリッツェン
- 1986  ジャンマリー・ワムペルス
- 1985  フィル・アンダーソン
- 1984  フィル・アンダーソン
- 1983  リュド・ペータース
- 1982  リュド・ペータース
- 1981  ヨス・ヤコブス
- 1980  ジャンバッティスタ・バロンケッリ
- 1979  ダニエル・ウィレムス
- 1978  グレゴール・ブラウン
- 1977  ヘリー・クネットマン
- 1976  フレディ・マルテンス
- 1975  ロイ・スヒュイテン
- 1974  ワルテール・ホデフロート
- 1973  ジョルジュ・パンタン
- 1972  ジルベール・ベローヌ
- 1971  エディ・メルクス
- 1970  ルディ・アルティヒ
- 1969  ジョルジュ・パンタン
- 1968  エディ・ビュヘルス
- 1967  ダニエル・ファンライクヘム
- 1966  バリー・ホバン
- 1965  ジャン・スタブリンスキ
- 1964  クレマン・ロマン
- 1963  ハンス・ユンケルマン
- 1962  アルマン・デメ